# Gomberg-Bachmann-reactie
De Gomberg-Bachmann-reactie is een aryl-aryl koppelingsmethode via diazoniumzouten:

Aromaat 1 (hier benzeen) wordt onder alkalische reactieconditites gekoppeld met diazoniumzout 2 tot biaryl 3. Vele aromaten zijn als substraat getest maar de opbrengsten zijn meestal laag (minder dan 40%) gezien de vele nevenreacties van de diazoniumzouten. Een intramoleculaire variant geeft betere resultaten, maar in dat geval spreekt men van de Pschorr-synthese. De Gomberg-Bachmann-reactie draagt de naam van twee chemici die haar onderzochten, namelijk Moses Gomberg en Werner Bachmann. Ze publiceerden hun bevindingen in 1924.